# Type 730 CIWS
Type 730 китайська семиствольна 30 мм гармата системи Гатлінга CIWS. За PLA-N вона має позначення H/PJ12. Вона змонтована в закритій автоматичній турелі і керується радаром та електро-оптичну систему стеження. Максимальна швидкострільність 5800 постр/хв, а ефективна відстань стрільби 3 км.

## Розробка
Гармата була розроблена 713-м (дослідним) інститутом під назвою 'Проект 850', привод складається з двох електромоторів.  Радар TR47C створено на основі радара J-діапазону EFR-1/LR66 (кодова назва НАТО: Рисова лампа) Сіанським дослідним інститутом навігаційних технологій, але не відомо чи похідний радар було розроблено тим самим інститутом. Електронно-оптична система керування вогнем OFC (Optical Fire Control)-3 розроблена центральним китайським дослідним електро-оптичним інститутом.

### Походження
Основною метою створення систему був захист від протикорабельних ракет та іншої високоточної зброї. Крім того гармату можна застосовувати проти літальних апаратів, кораблів та інших невеликих суден, берегових цілей та плавучих мін. Хоча система зовнішньо схожа на нідерландську ЗРК Голкіпер, вона використовує місцеві радарні та оптичні системи. Іншим джерелом походження вважають французькі установки General Electric EX-83, які вони випробовували для потреб ППО. Дві системи, компанії SAGEM SAMOS та компанії Thomson-CSF SATAN проходили випробування в жовтні 1987. Система SAGEM SAMOS мала установку EX-83 з оптичним ПУАЗВ SAGEM VOLCAN, а варіант Thomson-CSF контролювався бортовим радаром керування вогнем Castor IIJ. На фотографіях прототипу Type 730 можна побачити ПУАЗВ SAGEM VOLCAN EO замість ПУАЗВ OFC-3 EO місцевого виробництва.

## Конструкція

### Радар
Радар TR47C працює так само, як і радар AN/APY-1/2 на борту літака E-3 Sentry де азимут сканується механічно, а висота сканується електронним методом, який має в цілому 169 прийомо-передавачів технології фазованих масивів, які дозволяють радару помічати сплески 30 мм набоїв. Як і в західних ЗРК, інформація обробляється по місцю через місцеві комп'ютери радара та гарматної установки, що дозволяє швидше реагувати ніж російські зразки де радар та систему управління вогнем розташовані окремо.
Система може відстежувати цілі, рухаються над поверхнею моря з сіткою радара 0,1 м² на відстані 8 км, зі збільшенням відстані до 15 км якщо сітка радара збільшена до 2 м², а також подальше збільшення до 20 км, якщо сітка радара збільшена до 10 м², хоча на ближчих відстанях (3 км) ціль не може бути атакована через обмеження самої гармати.

### Система керування вогнем
Система OFC-3 має модульну конструкцію яка має лазерний далекомір, кольорову телекамеру та інфрачервону камеру. Лазерний далекомір можна замінити лазерним цілевказівником (для ракет керованих лазером), телекамеру можна замінити камерою нічного бачення, а інфрачервону камеру можна замінити ImIR за більшу ціну. За звітами розробка дводіапазонної ІЧ камери, камери нічного бачення та кольорової телекамери триває.
ЗРК Type 730 є автономною закритою системою, а тому має швидший час реагування ніж російська AK-630. ЗРК Type 730 повністю сумісна з китайськими та європейськими бойовими системами ZKJ-1, ZKJ-4, ZKJ-4A-3, ZKJ-5, ZKJ-6, ZKJ-7, H/ZBJ-1 та Thomson-CSF TAVITAC, і може бути одразу вмонтована в бойові системи без модифікації.

### Озброєння
В системі використано 30 мм багатоствольну гармату з позначенням H/PJ-12 яка дуже схожа на гармату General Electric GAU-8/A Avenger. Деякі джерела стверджують, що гармата є китайською версією російської багатоствольної гармати ГШ-6-30, хоча це малоймовірно, бо російська гармата має шість стволів. H/PJ-12 є універсальною гарматою і може встановлюватися в різних місцях, таких як радянська AK-630 або напряму встановлюватися в гарматну установку. Як і для американської GAU-8/A Avenger, є рекомендація стріляти не більше хвилини з темпом 4200 пострілів за хвилину, після чого тепло від пострілів може розплавити нарізи в стволах, що скорочує тривалість життя стволів. Темп вогню 4200 пострілів за хвилину збільшує знос стволів. Повідомляється про розробку кількох варіантів барабанних магазинів для живлення на 640 або 1000 набоїв.

## Варіанти

### Type 730
Оригінальний варіант.

### Type 730C
Type 730C новий варіант представлений в лютому 2017 який поєднує існуючу роторну 30 мм гармату Type 730 з 6-ма ракетами FL-3000N. Система поставляється з пошуковим радаром LR66 та електронно-оптичним трекером OC8, хоча і не встановлена на ЗРК можливо через надмірну вагу та електромагнітний вплив, і здатна слідкувати одночасно за двома цілями (обстрілювати одну, слідкувати іншу); вся система йде з пошуковим радаром SR64A. Гармата має два барабани по 500-набоїв кожний з темпами стрільби 1000, 2000 або 4000 постріли за хвилину.
Ефективна дальність стрільби:
- мінімальна 150 м, 1400 м перехоплення, 2500 м ефективна проти ракет (використовуються БОПСи)
- 150-3500 метрів проти літаків (використовуються ОФ снаряди)
- 5000 метрів по цілям на поверхні (використовуються ОФ снаряди)

Відстань стрільби ракетами: 2-8 км

### LD-2000

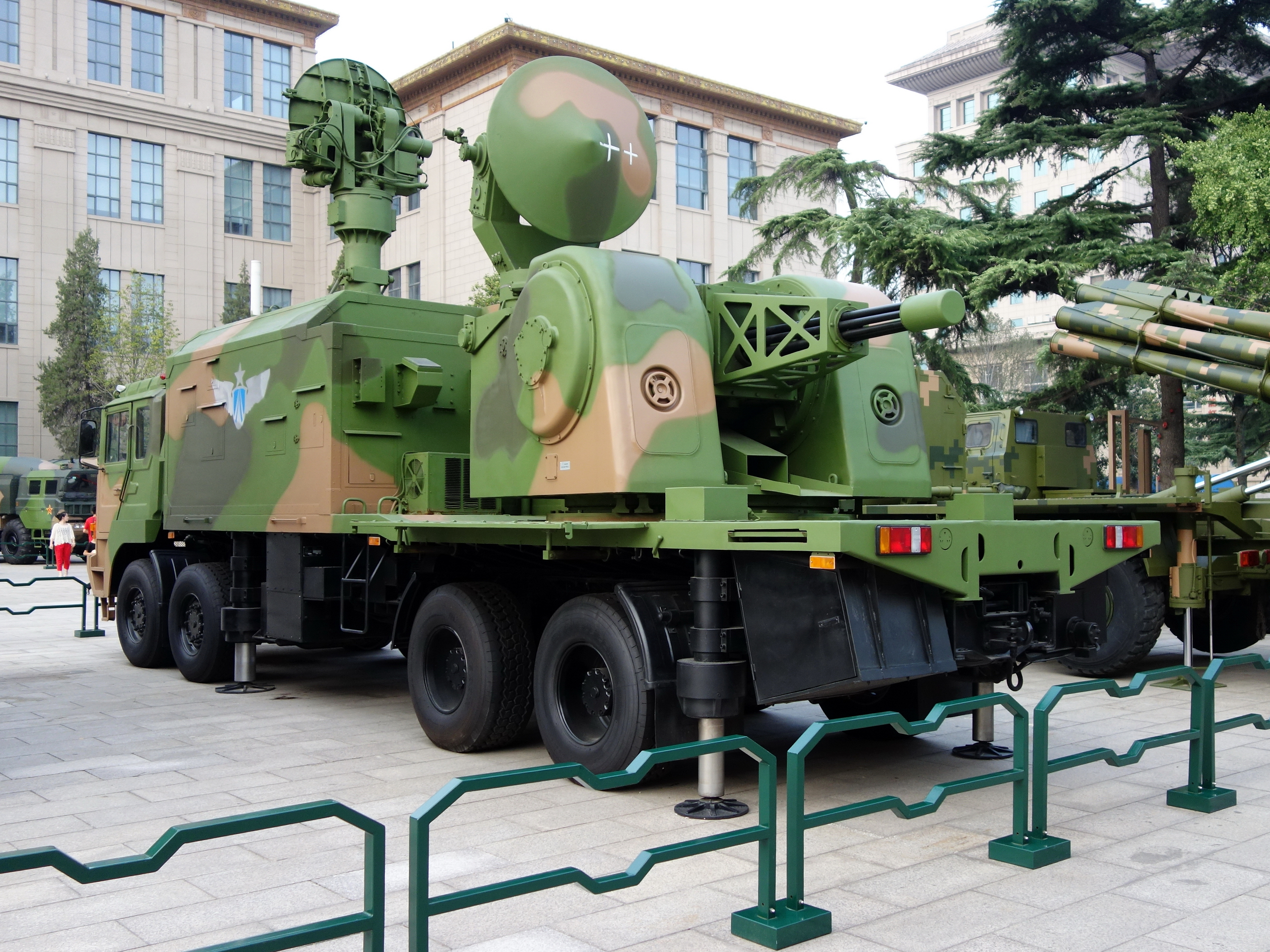
HQ-6A, наземна версія ЗРК Type 730.

ВМС КНР розробляють нову версію системи з ракетами в одній установці. Було успішно розроблено наземну версію з позначенням LD-2000 (LD: Lu Dun, 陆盾, в перекладі Наземний Щит), але наземна система не має електронно-оптичної системи керування вогнем корабельної версії, замість цього радар має тепловізійний приціл. Гармата має боєкомплект в  1000 набоїв, що достатньо для ураження приблизно 48 потенційних цілей, як і морський варіант, з ефективною дальністю стрільби від 2,5 до 3,5 км. Проте, ракетна версія вперше була розроблена для наземного використання під назвою LD-2000 Gai, з шістьма ракетами класу "поверхня-повітря", по три ракети з кожного боку башти. Система була представлена публіці в 2005, але не відомо які саме ракети використовують, деякі стверджують, що це ракети TY-90, інші стверджують, що це DK-9, варіант ракети PL-9 класу "поверхня-повітря".

### Type 1130
Подальша розробка Type 730 призвела до появи Type 1130, яку вперше використали на китайському авіаносці Ляонін. Цей наступник ЗРК Type 730 також має гармату калібру 30 мм та загалом 11 стволів, повідомляють про темп вогню в 10000 пострілів за хвилину. Перша розробка мала 10 стволів, пізніше серійна версія отримала 11 стволів. Крім того на установку можна встановити ракети FL-3000, хоча поки, що це не зроблено, а тому FL-3000 встановлені на авіаносець в окремих пускових установках. Комплекс має два барабани на 1280 набоїв кожний.
Гармати H/PJ-14 або H/PJ-11, відносять до третього покоління китайських ЗРК, де російський AK-630 є першим поколінням, а  Type 730 - друге покоління. Китайські ЗМІ повідомляли, що вони можуть збивати протикорабельні ракети на швидкості в 4 Маха з 96% точністю, хоча перехоплення на такій швидкості під великим питанням.

## Розгортання
Система встановлена на борту есмінців Type 052 (після ремонту 2011 року), Type 052B, Type 052C, Type 052D, Type 051C, фрегатів F-22P та Type 054A і може замінити деякі установки Type 76 на старих кораблях.
Type 1130 встановлено на китайський авіаносець Ляонін, есмінець Type 055, останні версії есмінців Type 052D та фрегатів Type 054A, й на есмінці Type 051B (після ремонту 2011 року).
LD-2000 була розгорнута в Сухопутних військах та морській піхоті КНР для ППО.

## Оператори
Китай
- Військово-морські сили Китайської Народної Республіки
- Сухопутні війська Китайської Народної Республіки
- Корпус морської піхоти Китайської Народної Республіки